# 조명진
조명진(1979년 3월 15일 ~ )은 대한민국의 배우이다. 2000년 MBC 공채탤런트로 데뷔했으며, 서울예술대학을 졸업했다. 2009년 12월 삼성 라이온즈에 소속된 야구 선수 박한이와 결혼했다. 박한이와 결혼한 이후로 연예계 활동을 전면 중단하였으며, 2012년 첫 딸 박수영 2015년 둘째 딸 박수빈을 출산하였다.

## 학력
- 서울예술대학 방송연예과 졸업

## 활동

### 드라마
- 《세 친구》 (2000년) - MBC
- 《어쩌면 좋아》(2001년) - MBC
- 《호텔리어》(2001년) - MBC
- 《결혼의 법칙》(2001년) - MBC
- 《우리집》 (2001년) - MBC
- 《가을에 만난 남자》(2001년) - MBC
- 《그 햇살이 나에게》(2002년) - MBC
- 《내 이름은 공주》(2002년) - MBC
- 《로망스》(2002년) - MBC
- 《인어아가씨》(2002년) - MBC
- 《러브레터》(2003년) - MBC
- 《회전목마》(2003년) - MBC
- 《제5공화국》(2005년) - MBC
- 《주몽》(2006년) - MBC
- 《사랑은 아무도 못말려》(2006년) - MBC
- 《뉴하트》(2007년) - MBC
- 《하얀 거짓말》 (2008년) - MBC
- 《선덕여왕》(2009년) - MBC

### 방송
- 《선수의 아내》(2011년) - QTV